# Hyarinus hesperus
Genre
Espèce
Hyarinus hesperus, unique représentant du genre Hyarinus, est une espèce de pseudoscorpions de la famille des Syarinidae.

## Distribution
Cette espèce est endémique de Californie aux États-Unis.

## Publication originale
- Chamberlin, 1925 : On a collection of pseudoscorpions from the stomach contents of toads. University of California Publications in Entomology, vol. 3, p. 327-332.